# Big Mama Lisa
Big Mama Lisa (France) ou Bonne mère malgré tout (Québec) (Little Big Mom) est le 10e épisode de la saison 11 de la série télévisée d'animation Les Simpson.

## Synopsis
L’épisode commence par un Itchy et Scratchy Show sur le clonage que regardent passionnément Homer, Bart et Lisa. Profitant du moment, Marge se glisse discrètement vers la sortie avec un grand carton rempli de vieilles affaires du grenier qu’elle prévoit de donner à Emmaüs, en condamnant toutes les issues derrière elle. Mais Homer parvient à se glisser hors de la maison et sauve les affaires. Marge, désespérée, sort des skis du carton en rappelant à Homer qu’il ne s’en est jamais servi. Homer emmène alors sa famille au ski mais Marge n’aime pas skier car elle trouve cela trop dangereux. Elle décide donc de rester calmement au chalet jusqu’à ce qu’une horloge lui tombe dessus et la blesse. Lisa doit désormais s’occuper seule de la famille en attendant le retour de l’hôpital de Marge.